# NGC 5538
NGC 5538 is een spiraalvormig sterrenstelsel in het sterrenbeeld Ossenhoeder. Het hemelobject werd op 6 maart 1851 ontdekt door de Ierse astronoom William Parsons.

## Synoniemen
- ZWG 46.83
- PGC 91351
- FGC 1739
- PGC 51056